# ベルディン
ベルディン（Beldin） は、デイヴィッド・エディングスのファンタジー小説『ベルガリアード物語』およびそれに続く『マロリオン物語』などに登場する架空の人物。

## 人物概略
ベルガラス（Belgarath）の『兄弟』兼『親友』。梟神アルダー（Aldur）の弟子のひとり。魔術師。化身は青い縞のある鷹。ベルガラスたち『兄弟』とともに『予言』を成就させるべく、永遠とも思える長い時間を生きている。特徴としては、
- 背中にこぶがあり、両足が両手より短い。
- 類稀なる長寿で、6000年以上の時を生きている。
- 伸びたひげとボサボサの髪にはいつも小枝がからまっている。身なりをまったく気にしない。
- 桁外れの知能と、論理的かつ哲学的な思考の持ち主で完璧主義者。
- 口が悪く、悪態と猥談は天下一品。
- 昔の言語（とくにワキューン訛り）が得意。

である。妻はヴェラ（Vella）。

## 人間性
憎まれ口をたたくので相手に悪い印象を与えるが、これは彼なりの愛情表現なので、慣れると気にならなくなる。むしろ、彼に愛着すら感じるようになる。
しょっちゅう相手に説教したり叱責したりするが、他者へ与える愛は誰よりも深いからであろう。反面、他者から与えられる愛の受け止め方を知らない節があり、どう応えればいいのか戸惑うことがある。
『敵』とみなした存在にはとことん容赦しない。その悪辣な口ぶりと魔術で恐怖のどん底におとしいれ、必ず自分の手で仕留める……その姿勢には執念すら感じる。
印象は悪いが中身は素晴らしい男――それがベルディンなのである。

## 人生

### ベルガラスとの出会いからボー・ミンブルの戦いまで
彼の本名はディン（Din）、出身民族は不明である。
彼がベルガラスと会ったのは《アルダー谷》の北にある森のはずれだった。彼は『おんぼろ馬車に乗ったひょうきんなおっさん』を探しに《谷》までやって来たのだ。ベルガラスは彼の言う『おっさん』が自分の《師》アルダーであることを悟り、彼をアルダーの塔に連れて行った。最初は《教育》という言葉に抵抗した彼だったが、しぶしぶ受けることにする。そんな彼の教育を担当したのは、最初に出会ったベルガラスだった。しかし、最初から魔術（＝《意志》と《言葉》の力の使い方）の基本を理解していた彼に、ベルガラスは驚かされることとなる。
　
彼はベルガラスに自身の身の上話をする。生まれたとき、背中にこぶがあるため奇形とみなされ山中に捨てられたが、慈悲深い母親の救いの手で餓死することはなかった。歩き始めるようになった頃から母親は来なくなり、森の中で動物同然の生活を送ってきた。どこへ行ってものけ者にされる彼は、あちこちを転々としながら生きてきた――彼の境遇にベルガラスは孤児の頃の自分を思い出していた。
アルダーから『ベルディン』の名をもらってからは、しばらくベルガラスの塔に居候していた。が、「誰にも邪魔されない場所が欲しい」という理由から、自身の塔を建てて住むようになる。彼の望む『美』を追求した塔を建てるとき、ベルマコー（Belmakor）とベルサンバー（Belsambar）が建築構造をめぐって激しい討論を繰り広げるが、そのとき彼は初めて他人に愛されていることを諭され、同時に他人の愛を受け入れることの大切さも諭された。彼はその事実に涙を流した。
最初に変身の方法を身につけたのは彼だった。鳥を研究していた彼は、ある日、蒼い縞のある鷹に変身したのだ。《師》から外界を観察するよう指示された兄弟たちに、彼は鳥に変身する術を教えた。彼は兄弟とともに《谷》を離れ、戦争状態の続くアレンディアを視察した。やがてアルダーの弟・竜神トラク（Torak）が《谷》で《アルダーの珠》を盗むと、他の弟子たちとともに、他の兄弟神に連絡をとるようアルダーに指示を受けた彼は、蛇神イサ（Issa）のもとへ向かった。そして神々がトラクに戦争を挑むことになった時、ベルサンバーの愚かしい考えを阻止するため、ベルマコーとともに機械を造った。
トラクにより大陸が東西に分断された後、彼はアルダーから、ほかの『兄弟』とともに《珠》の出自――とそれにまつわる事故、二つに分かれた《宿命》――についての説明を受けた。光と闇の《宿命》のゲームに彼はやきもきする。やがて、彼はベルゼダー（Belzedar）とともにマロリーの偵察に向かう。
ある事件がきっかけで、彼は「《珠》を取り返す手段を見つけた」というベルゼダー（Belzedar）に疑いの目を向けるようになる。それ以降、彼は頻繁にマロリーを偵察するようになる。2度目の偵察で、彼はトラクの3人目の弟子がアンガラク人ではないことを《師》や『兄弟』に伝える。ちなみに、その偵察で彼はトラクの弟子のひとり・ウルヴォン（Urvon）を恐喝したため、彼は本来の姿でウルヴォンのいるマル・ヤスカに滞在できなくなってしまった。
気がつくと、彼はベルガラスと組むことが多くなっていた。マラゴー人が人食いを始めたことをベルガラスに報せ、ニーサ人との間に起きた戦争に介入し、戦争を終結させる。
ベルガラスが《光の子》としてアロリア（Aloria）の王族と《珠》の奪還に向かう前、トルネドラにいた彼は、ベルガラスの妻ポレドラ（Poledra）の面倒を見るよう言い渡される。《珠》を奪還し、《鉄拳》リヴァ（Riva Iron-grip）が《珠の守護者》となったのを見届けたベルガラスが《谷》に戻ったとき、ポレドラが出産の時に死亡したことを伝えたのは彼だった。
愛する妻の死に打ちひしがれたベルガラスの代わりに、残された双子の娘――ポルガラ（Polgara）とベルダラン（Beldaran）――を引き取って育てた。数年後、妻の死で堕ちるところまで堕ち、世界を放浪していたベルガラスを叱りつけて立ち直らせた。ベルダランが《鉄拳》リヴァと結婚したあと、彼はマロリーへ向かう。ベルガラスとポルガラがダリネとムリンから帰ってくると、彼はマロリーの現状を報せる。ベルゼダーことゼダー（Zedar）がトラクに付き添ってアシャバにいること、トラクが自身で『語った』予言に混乱していること、ダル人の予言書『マロリーの福音書』のこと……これらの予言はすべて数千年後の《光と闇の対決》に関わることとなる。
ベルガラスとポルガラ、ベルティラ（Beltira）とベルキラ（Belkira）の双子とともに予言の研究に没頭するかたわら、定期的にマロリーへ偵察に出るようになる。
アローン暦4850年、皆既日食が起きる。そのころ彼はマロリーを見張っていた。数ヵ月後、戻ってきた彼は兄弟たちにトラクがアシャバを離れ、マロリーを制圧したことを伝える。これは予言と符合する出来事だったので、彼は再びマロリーへ渡り、トラクたちを見張ることにする。
　